# Лоудон, Гаральд Викторович
Барон Гаральд Викторович Лоудон или Харальд Георг Гидеон фон Лоудон (30 марта / 11 апреля 1876, имение Кейжи, Лифляндская губерния — 1 января 1959, Берлин) — российский, латвийский и немецкий орнитолог, путешественник, пионер кольцевания птиц на территории Российской империи.

## Биография
Родился в семье барона Виктора фон Лоудона, происходящего из старшей ветви ливонского аристократического рода и баронессы Люсии фон Лоудон, урождённой фон Унгерн-Штернберг, в имении Кейжи (Gute Keysen, Ķeižu muiža). Кроме Кейжи семья владела ещё имением Лизден. В 1886—1892 годах учился в Биркенруской гимназии, одной из лучших в Лифляндии того времени. В 1894 году умерла мать Лоудона, а в 1898 отец, Гаральд получил в наследство два имения — Лизден и Кейжи с землями. Современные биографы предполагают, что именно необходимость управлять имениями привела к тому, что Лоудон не продолжил учёбу и не получил высшего образования.

### Научная деятельность
В 1893 году семнадцатилетний Лоудон вступает в Рижское общество естествоиспытателей (РОЕИ), в 1895 году публикует первую статью о гнездящихся птицах окрестностей Кейжи в издании РОЕИ. Лоудон оставался членом РОЕИ вплоть до его ликвидации в 1939 году. В 1896 году отправляется в большую поездку по Кавказу и Закаспию (по территориям современных Грузии, Азербайджана, Туркменистана и Узбекистана). В Тифлисе знакомится с известным путешественником, директором Кавказского музея Густавом Радде (1831—1903), в Ашхабаде встретился с Н. А. Зарудным (1859—1919). Исследователей связали многолетняя дружба и научное сотрудничество. В феврале-апреле 1901 года Лоудон организует новую экспедицию. Следующие его экспедиции в эти регионы проходят в 1903, 1908 и 1911 годах. Результатом каждой из них было несколько сот тушек птиц, последней — более 2000, опубликованы научные отчёты. Часть тушек была подарена Императорскому Зоологическому музею. В 1905 году Лоудон едет в Лондон на Четвёртый Международный Орнитологический конгресс, будучи одним из всего пяти российских участников, а через пять лет на Пятый конгресс в Берлин. В 1907 году организует экспедицию на побережье и острова родной Лифляндии совместно с С. А. Бутурлиным, сотрудничество с которым продлится многие годы. В это же время Лоудон входит в Немецкое общество орнитологов и одним из немногих в Российской империи начинает заниматься кольцеванием, за десять лет им было окольцовано более трёх тысяч птиц. Выступает с идеей проведения съезда русских орнитологов, не состоявшегося в связи с началом Первой мировой войны, первая Всесоюзная Орнитологическая конференция пройдёт только в 1956 году. Общее количество шкурок птиц, собранных Лоудоном, оценивается до 20000.
Во время войны научная активность Лоудона снижается, в конце 1918 года из-за наступления большевистских войск он покидает имение и эмигрирует с семьёй в Германию. Вскоре после этого, оставшийся в Латвии двоюродный брат барон Джеймс фон Лоудон (1889—1919), участник экспедиции 1911 года, расстрелян красными. В 1922 году фамильное имение Лизден с прилегающими землями (513 гектаров) и другое имущество конфисковано латвийскими властями за поддержку Лоудоном немецких войск. Он принимает участие в Шестом Орнитологическом конгрессе в Копенгагене, но постепенно отходит от занятий орнитологией в пользу политической деятельности, будучи консерватором и сторонником прежнего уклада жизни активно участвует в работе Общества балтийских немцев. Часть коллекции Лоудона была утрачена в период Первой мировой войны, оставшаяся часть перед началом Второй мировой была перевезена из Риги в Кёнигсберг и, очевидно, погибла там. Всего Лоудоном опубликовано свыше ста работ на немецком и русском, в том числе 29 публикаций с описанием новых таксонов птиц, преимущественно подвидов, несколько таксонов названо в его честь.

## Семья
6 сентября 1898 года состоялось бракосочетание Гаральда Лоудона и Магды фон Мюлен (Magda von Mühlen, 1876—1931). С 1899 по 1919 год у них родилось шестеро детей — пять дочерей и сын, барон Эрик фон Лоудон (1914—?), лейтенант Люфтваффе.

## Таксоны, описанные в честь Лоудона
- Upupa epops loudoni Tschusi, 1902
- Carduelis carduelis loudoni Sarudny, 1906
- Remiz pendulinus loudoni Sarudny, 1914
- Hirundo rustica loudoni Zarudny, 1923

## Таксоны, описанные Лоудоном
- Pseudopodoces Zarudny & Loudon, 1902
- Eupodoces Sarudny & Loudon, 1902 (подрод)
- Poecile hyrcanus (Sarudny & Loudon, 1905)
- Coracias garrulus semenowi von Loudon & von Tschusi, 1902
- Galerida cristata iwanowi Loudon & Sarudny, 1903
- Athene noctua caucasica (Sarudny & Loudon, 1904)
- Saxicola rubetra gaddi (Sarudny & Loudon, 1904)
- Alectoris chukar werae (Sarudny & Loudon, 1904)
- Montifringilla nivalis gaddi Sarudny & Loudon, 1904
- Ammomanes deserti orientalis Sarudny & Loudon, 1904
- Luscinia svecica magna (Sarudny & Loudon, 1904)
- Picoides minor morgani (Sarudny & Loudon, 1904)
- Sitta tephronota obscura (Sarudny & Loudon, 1905)
- Parus major turkestanicus (Sarudny & Loudon, 1905)
- Troglodytes troglodytes hyrcanus Sarudny & Loudon, 1905
- Cyanistes caeruleus orientalis (Sarudny & Loudon, 1905)
- Certhia familiaris persica Sarudny & Loudon, 1905

## Научные труды
- Die Brutvögel der "Ostseeprovinzen". Korrespondenzblatt des Naturforscher-Vereins zu Riga 1895; 38: 45—54.
- Tetrao tetrix L. Lagopus lagopus (L.), Tetrao lagopoides Nilss. juv in Livland. Ornith. Jahrbuch 1897; 8(1): 37-38.
- Ankunftdaten in Keysen Livland. Ornith. Jahrbuch 1899; 10(5): 191—192.
- Beitrag zur Kenntnis der ornithologischen Fauna Liv-, Est- und Kurland’s. Ornith. Jahrbuch 1900; 11(5/6): 229—233.
- Ergebnisse einer ornithologischen Sammelreise nach Zentral-Asien (1901). Ornith. Jahrbuch 1902; 13(3/4): 81-106, 13(5/6): 190—231.
- Ergebnisse einer ornithologischen Sammelreise nach Zentral-Asien (1901). Ornith. Jahrbuch 1903; 14 (1/2): 45—63.
- Etwas über das Kleid des mausernden alten Birkhahnes. Baltische Waidmannsblatter 1904; 4(10): 172—175.
- Welche Vögel überwintern in den Ostseeprovinzen. Baltische Waidmannsblatter 1904 4(18): 311—313.
- Über das Vorkommen des Steinkauzes Carine noctua (Retz.) in den Ostseeprovinzen. Ornith. Monatsberichte 1906; 14(12): 190—191.
- Zur Ornis der russischen Ostseeprovinzen, 1. Circaetus gallicus (Gmel.). Der Schlangenadler. Ornithologisches Jahrbuch 1907; 18(5/6): 203—206.
- Eine Prachtsammlung abnormer und hybrider Wildhühner. Ornith. Jahrbuch 1907; 18(1/2): 52-71, 18(3): 92—103.
- Eine ornithologische Fahrt an die Matzal Wiek. Loudon H., Buturlin S. A. Journal für Ornithologie 1908; 56: 61—72.
- Vorläufiges Verzeichnis der Vögel der russischen Ostseeprovinzen Estland, Livland und Kurland. Ann. Museums Zool. Acad. St.-Petersbourg 1909; 3/4: 192—222.
- Meine dritte Reise nach Zentral-Asien und ihre ornithologische Ausbeute. Journal für Ornithologie 1909; 57: 505—573.
- Meine dritte Reise nach Zentral-Asien und ihre ornithologische Ausbeute. Journal für Ornithologie 1910; 58: 1—90.
- Meine II Fahrt an die Matzalwiek 9. (22.) V — 19. V (1. VI) 1909. Ornith. Jahrbuch 1910; 21(1/2): 1—18.
- Ein neuer Vogel für Livland (Turdus atrogularis). Ornith. Monatsberichte 1910; 18(3): 40.
- Masseninvasion von Fichtenkreuzschnabeln (Loxia curvirostra). Neue Baltische Waidmannsblätter 1910; 6(14): 326.
- Zwei Beitrage zur Ornis der russischen Ostseeprovinzen. Ornith. Monatsberichte 1910; 18(1): 1-5.
- Meine vierte Reise nach Zentral-Asien und Talysch. Januar-März 1908. Bericht über den V Intern. Ornithologen Kongress. Berlin, 1911; 335—369.
- Опытное изучение перелёта птиц кольцеванием, охрана птиц и организация “Русской Орнитологической Централи” с биологическими отделами. Птицеведение и птицеводство; 1: 12—20.
- Ein livlandischer Storch in Südafrika erlegt. Neue Baltische Waidmannsblätter 1912; 9(14): 323.
- Von Speisezettel unseres Waldkauzes (Sturnium aluco). Neue Baltische Waidmannsblätter 1913; 9(11): 260.
- Ergebnisse meiner fünften Reise nach dem Talyscher Tieflande und Transcaspien vom 30. I (12. II) bis zum 1. (14.) V 1911. Ann. Museums Zool. Acad. St.-Petersbourg 1914; 18: 431—510.
- Eine Exkursion nach Lubahn. Neue Baltische Waidmannsblätter 1914; 10(23/24): 493—500.
- Überlick über die Jagdtierfauna Liv-, Est- und Kurlands. Die Jagd im Balticum. Zus. dest. v. F. Luhr. Riga: 1918; 32—52.
- Geographische Besonderheiten der ostbaltischen Ornis. Ornith. Jahrbuch 1922; 70(4): 514—516.
- Lenkoran telen. Budapest: Aquila 1955; 59-62: 357—360.